# Chaquihua bullocki
Chaquihua bullocki es una especie de insecto de la familia Ameletopsidae (orden Ephemeroptera). Se encuentra en Argentina y Chile.

## Distribución
Se encuentra en Argentina y Chile. En este último país es posible observarla en las regiones del Maule, de la Araucanía, de Los Ríos, de Los Lagos y de Aysén del General Carlos Ibáñez del Campo.